# Makaronesa obumbrata
Makaronesa obumbrata är en stekelart som först beskrevs av Walker 1872.  Makaronesa obumbrata ingår i släktet Makaronesa och familjen puppglanssteklar. Inga underarter finns listade i Catalogue of Life.